# Anathema
Anathema (gr. klątwa, ekskomunika) – angielska grupa muzyczna. Powstała w 1990 w Liverpoolu. Początkowo wykonująca drugofalowy death doom metal będąc wraz z grupami Katatonia, My Dying Bride i Paradise Lost prekursorem gatunku. Obecnie grupa zaliczana jest do nurtu art rocka oraz rocka atmosferycznego.

## Historia

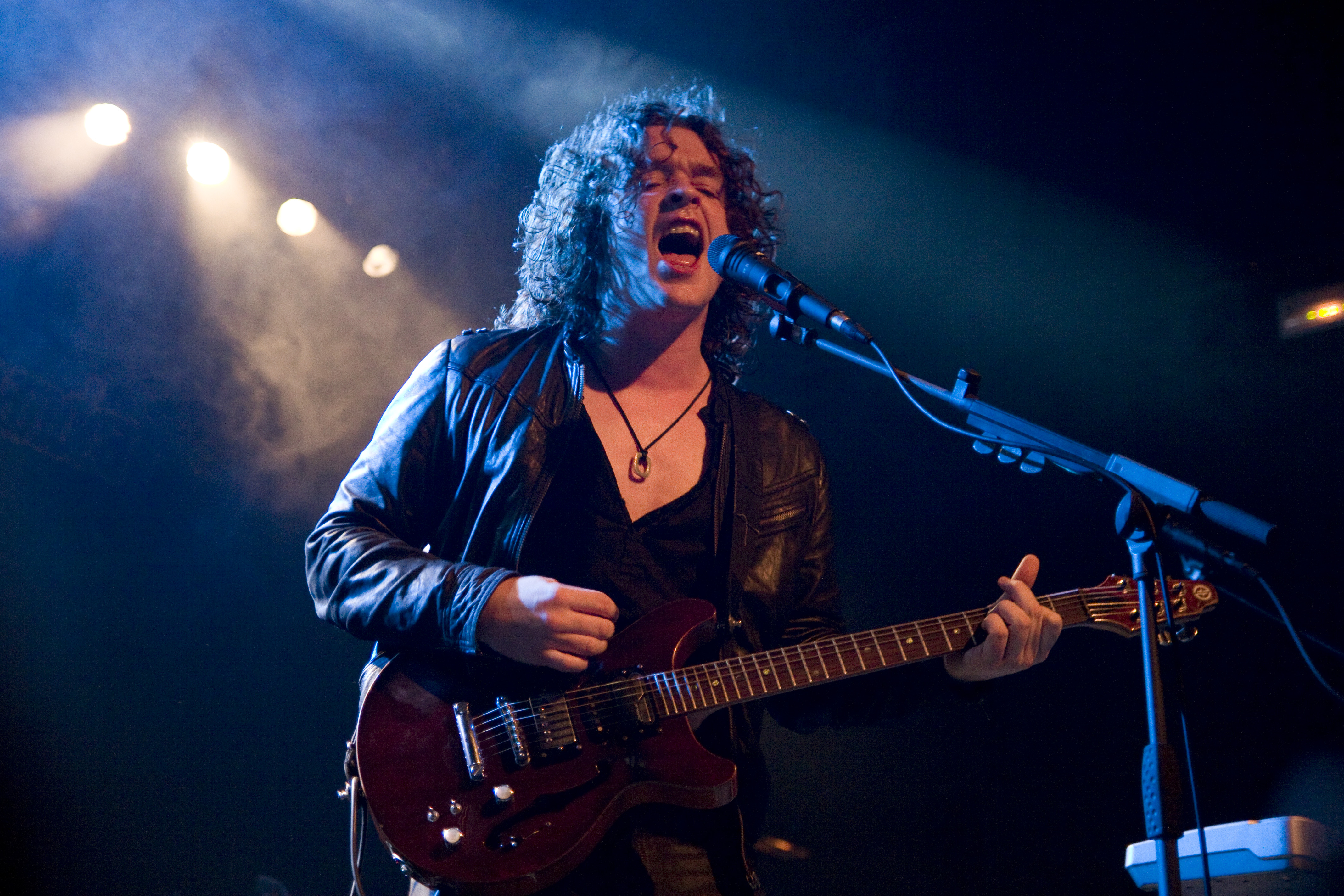
Vincent Cavanagh, 2008

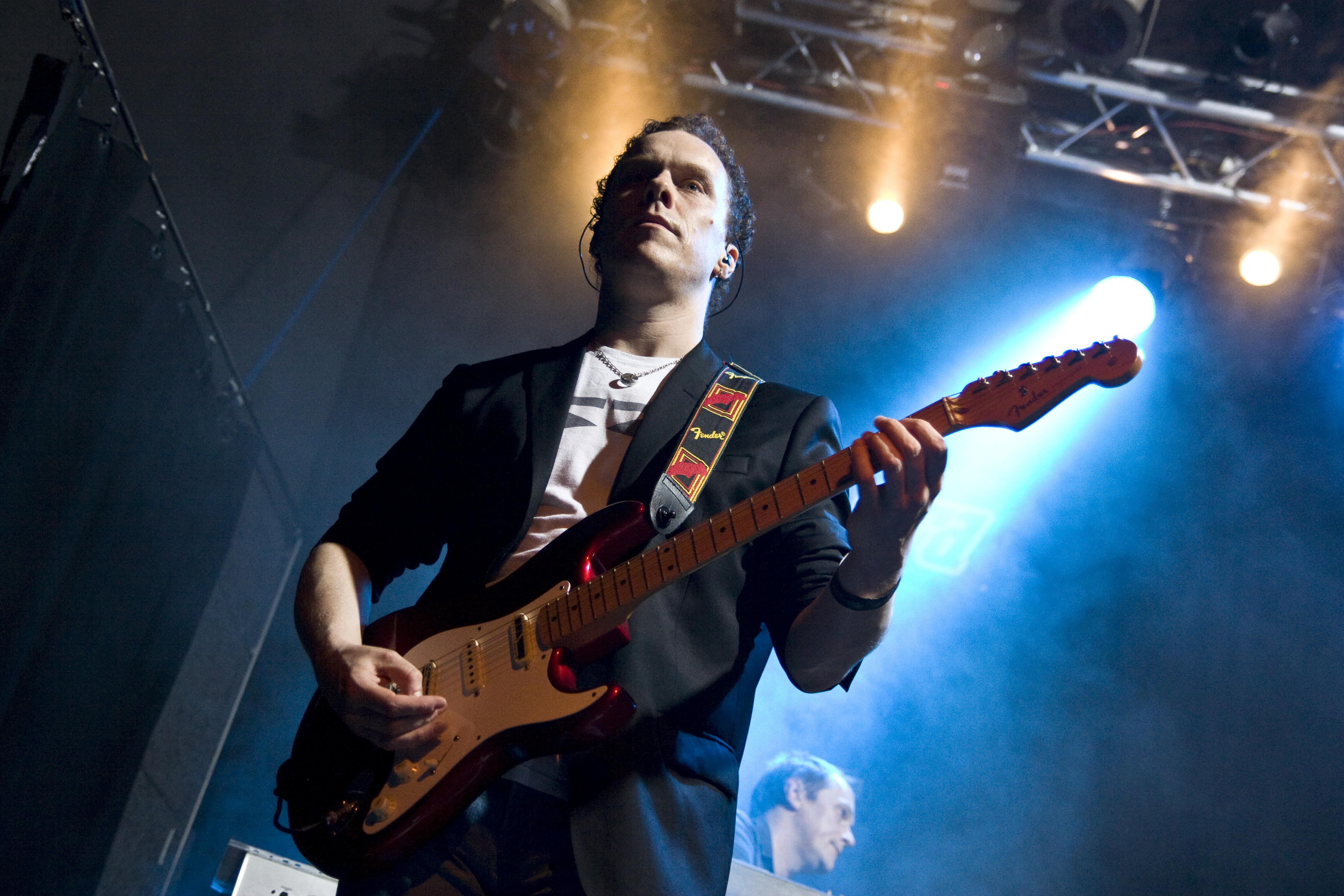
Daniel Cavanagh, 2008

Anathema została stworzona w 1990 pod nazwą Pagan Angel. W listopadzie tego roku zespół nagrał pierwsze demo An Iliad of Woes. Zmiana nazwy nastąpiła na początku 1991. Pierwsze demo przyciągnęło uwagę zespołów z brytyjskiej sceny metalowej i pozwoliło Anathemie zagrać koncerty u boku takich kapel jak Bolt Thrower czy Paradise Lost.
Zespół skupił dużą uwagę na sobie po wydaniu drugiego dema All Faith is Lost, co dało Brytyjczykom kontrakt na 4 albumy z wytwórnią Peaceville Records. Ich pierwszym dziełem pod skrzydłami tej wytwórni była EPka The Crestfallen EP, z materiałem z której zespół wyruszył na trasę supportując Cannibal Corpse.
Serenades, debiutancki longplay Anathemy, przyniósł jej wiele rozgłosu.
Rok 1994 jest rokiem pierwszej trasy koncertowej Anathemy po Europie, poprzedzonej występami na Independent Rock Festival w Brazylii.
W maju 1995 wokalista Darren White opuścił zespół. Zdecydowano, że jego miejsce zajmie dotychczasowy gitarzysta Vincent Cavanagh. W tym składzie Anathema zadebiutowała na trasie po Wielkiej Brytanii z zespołem Cathedral.
W sierpniu tego samego roku zespół wydaje album The Silent Enigma. Album różnił się pod względem wokali od wcześniejszych dokonań Brytyjczyków. Zawiera także większą liczbę gotyckich elementów.
1996 rok przyniósł album Eternity, na którym zespół rozpoczął wędrówkę ku bardziej atmosferycznemu brzmieniu i czystym wokalom, zakończoną na Judgement.
Drugim członkiem, który opuścił zespół latem 1997, był perkusista John Douglas. Został on zastąpiony przez Shauna Steelsa – eks-perkusistę Solstice.
W 1998 został wydany album Alternative 4. W tym czasie zespół dotknęło wiele zmian personalnych. Basista Duncan Patterson został zastąpiony przez Davida Pybusa. Do zespołu dołączył eks-klawiszowiec My Dying Bride Martin Powell. Wreszcie, John Douglas ponownie objął stanowisko bębniarza "Klątwy".
W czerwcu 1999 został wydany album Judgement. Anathema ostatecznie porzuciła na nim stylistykę doom metalową, skupiając się na tworzeniu niepokojącej atmosfery i brzmieniowych eksperymentach. W warstwie lirycznej zespół zachował swoją esencję, koncentrując się na opisie uczucia depresji i desperacji. Od tego albumu na wydawnictwach grupy gościnnie pojawiała się jako wokalistka wspierająca siostra Johna Douglasa, Lee Douglas.
W tym samym roku Martin Powell zamienił się pozycjami z dotychczasowym klawiszowcem Cradle of Filth Lesem Smithem, który został stałym członkiem Anathemy.
Krótko przed ukazaniem się A Fine Day to Exit Dave Pybus opuścił Brytyjczyków stając się członkiem Cradle of Filth. Początkowo został on zastąpiony przez basistę koncertowego George’a Robertsa, a później przez Jamiego Cavanagha.
W marcu 2002 Daniel Cavanagh ogłosił opuszczenie przez siebie zespołu i dołączenie do kapeli stworzonej przez Duncana Pattersona – Antimatter. Powrócił on jednak do zespołu i w 2003 nagrał z nim album A Natural Disaster. Na albumie tym słychać, jeszcze bardziej niż na Judgement, inspiracje muzyką zespołów takich, jak Pink Floyd. Na tym wydawnictwie Lee Douglas wystąpiła już jako główna wokalistka.
Muzyka tworzona obecnie przez Anathemę prawie nie zawiera elementów doom metalu, mając więcej wspólnego z progresywnym, czy też atmosferycznym rockiem.
Premiera następnego albumu grupy Hindsight była przewidziana na 21 maja 2007. Została jednak przełożona na bliżej nieokreślony termin, aby ostatecznie ukazać się 1 września 2008.
W lipcu 2007 zespół wystąpił w Polsce na festiwalu Union of Rock w Węgorzewie, w październiku 2008 r. w Krakowie i Warszawie i ponownie w Krakowie w lipcu 2009 na festiwalu Knock Out.
30 maja 2010 za pośrednictwem wytwórni Kscope Records ukazał się ósmy album zespołu pt. We’re Here Because We’re Here. Od wydania tej płyty pełnoprawną członkinią była Lee Douglas.
25 września 2020 za pośrednictwem mediów społecznościowych zespół poinformował o zawieszeniu działalności. Do tego czasu grupę tworzyło trzech braci Cavanagh (Vincent, Daniel i Jamie). rodzeństwo Douglas (John i Lee) oraz Portugalczyk Daniel Cardoso.

## Muzycy
| Ostatni skład zespołu - Lee Douglas – wokal prowadzący (2010–2020) - Daniel Cavanagh – gitara elektryczna, instrumenty klawiszowe, wokal prowadzący, wokal wspierający (1990–2020) - Vincent Cavanagh – gitara elektryczna (1990–2020), wokal prowadzący (1995–2020) - Duncan Patterson – gitara basowa (1991–1998) - John Douglas – perkusja, instrumenty perkusyjne (1990–1997, 1998–2020), instrumenty klawiszowe(2011–2020) - Daniel Cardoso – perkusja, instrumenty klawiszowe (2011–2020) |  | Byli członkowie zespołu - Darren White – wokal prowadzący (1990-1995) - Jamie Cavanagh – gitara basowa (1990–1991, 2002–2018) - Dave Pybus – gitara basowa (1998–2001) - Shaun Steels – perkusja (1997–1998) - Les Smith – instrumenty klawiszowe (2000–2011) Muzycy koncertowi - Martin Powell – instrumenty klawiszowe (1998−2000) |

Oś czasu

## Dyskografia
Albumy studyjne
| 1992                           | The Crestfallen EP (EP) - Data: 1992 - Wydawca: Peaceville Records            | —  | —  | —   | –  | – | –  | –  | –  | –  | –  | —  |
| 1993                           | Serenades - Data: 15 lutego 1993 - Wydawca: Peaceville Records                | —  | —  | —   | –  | – | –  | –  | –  | –  | –  | —  |
| 1995                           | Pentecost III (EP) - Data: 6 marca 1995 - Wydawca: Peaceville Records         | —  | —  | —   | –  | – | –  | –  | –  | –  | –  | —  |
| 1995                           | The Silent Enigma - Data: 17 sierpnia 1995 - Wydawca: Peaceville Records      | —  | —  | —   | –  | – | –  | –  | –  | –  | –  | —  |
| 1996                           | Eternity - Data: 11 listopada 1996 - Wydawca: Peaceville Records              | —  | —  | —   | –  | – | –  | –  | –  | –  | –  | —  |
| 1998                           | Alternative Future (EP) - Data: 17 czerwca 1998 - Wydawca: Peaceville Records | —  | —  | —   | –  | – | –  | –  | –  | –  | –  | —  |
| 1998                           | Alternative 4 - Data: 22 czerwca 1998 - Wydawca: Peaceville Records           | —  | —  | —   | –  | – | –  | –  | –  | –  | –  | —  |
| 1999                           | Judgement - Data: 21 czerwca 1999 - Wydawca: Music For Nations                | —  | 69 | —   | –  | – | –  | –  | –  | –  | –  | —  |
| 2001                           | A Fine Day to Exit - Data: 9 października 2001 - Wydawca: Music For Nations   | 34 | 95 | 124 | –  | — | 22 | –  | –  | –  | –  | —  |
| 2003                           | A Natural Disaster - Data: 3 listopada 2003 - Wydawca: Music For Nations      | —  | —  | —   | –  | – | —  | –  | –  | –  | –  | —  |
| 2010                           | We’re Here Because We’re Here - Data: 31 maja 2010 - Wydawca: Kscope Music    | 19 | 50 | 69  | 52 | 6 | –  | –  | –  | –  | –  | —  |
| 2012                           | Weather Systems - Data: 16 kwietnia 2012 - Wydawca: Kscope Music              | 15 | 14 | 45  | 18 | – | 9  | 53 | 28 | 43 | 91 | 50 |
| 2014                           | Distant Satellites - Data: 9 czerwca 2014 - Wydawca: Kscope Music             | 13 | 18 | 64  | 12 | – | 9  | 42 | –  | 42 | 77 | 33 |
| 2017                           | The Optimist - Data: 9 czerwca 2017 - Wydawca: Kscope Music                   | 10 | 17 | 70  | 44 | – | 7  | 22 | –  | 37 | 35 | 34 |
| "—" pozycja nie była notowana. |                                                                               |    |    |     |    |   |    |    |    |    |    |    |

Single
| 1992                           | "They Die/Crestfallen"                           | —  | The Crestfallen EP            |
| 1994                           | "We Are the Bible"                               | —  | —                             |
| 1999                           | "Deep"                                           | —  | Judgement                     |
| 1999                           | "Make it Right"                                  | —  | Judgement                     |
| 2002                           | "Pressure"                                       | —  | A Fine Day to Exit            |
| 2008                           | "Unchained (Tales of the Unexpected)" / "Flying" | —  | Hindsight                     |
| 2011                           | "Dreaming Light"                                 | —  | We’re Here Because We’re Here |
| 2012                           | "Everything"                                     | 27 | We’re Here Because We’re Here |
| 2013                           | "Untouchable, Pt. 2"                             | 1  | Weather Systems               |
| 2013                           | "The Gathering Of The Clouds"                    | 19 | Weather Systems               |
| "—" pozycja nie była notowana. |                                                  |    |                               |

Kompilacje
| 2001                           | Resonance - Data: 24 września 2001 - Wydawca: Peaceville Records        | –  | –   | –  | —   |
| 2002                           | Resonance Vol. 2 - Data: 30 kwietnia 2002 - Wydawca: Peaceville Records | –  | –   | –  | —   |
| 2008                           | Hindsight - Data: 11 sierpnia 2008 - Wydawca: Kscope Music              | 31 | 139 | 93 | —   |
| 2011                           | Falling Deeper - Data: 5 września 2011 - Wydawca: Kscope Music          | 37 | 122 | 44 | 168 |
| "—" pozycja nie była notowana. |                                                                         |    |     |    |     |

Albumy koncertowe
| 2013                           | Untouchable (LP) - Data: 15 lipca 2013 - Wydawca: Kscope Music  | –   | –  | –   | –  | —  |
| 2013                           | Universal (CD) - Data: 23 września 2013 - Wydawca: Kscope Music | 111 | 53 | 125 | 66 | 81 |
| "—" pozycja nie była notowana. |                                                                 |     |    |     |    |    |

Inne
| Rok  | Tytuł |
| ---- | --- |
| 1990 | An Illiad of Woes (demo) - Data: 25 listopada 1990 - Wydawca: brak (wydanie własne)                          |
| 1991 | All Faith is Lost (demo) - Data: 20 maja 1991 - Wydawca: brak (wydanie własne)                               |
| 1996 | Slatanic Slaughter II – A Tribute to Slayer (tribute album) - Data: 19 grudnia 1996 - Wydawca: Voice Records |

## Wideografia

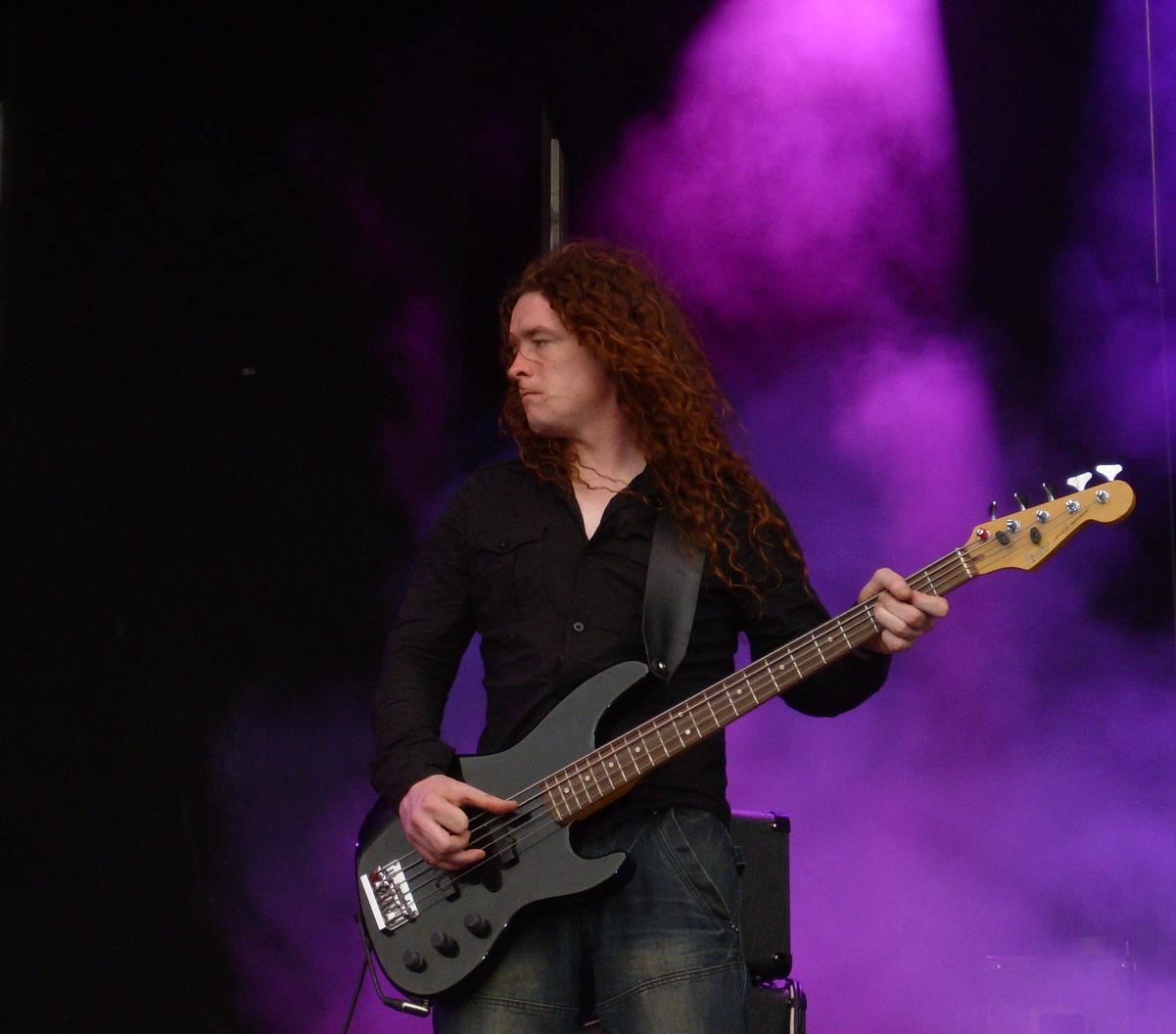
Jamie Cavanagh, 2007

| 1997                           | A Vision of a Dying Embrace (VHS/DVD) - Data: 1997 - Wydawca: Peaceville Records | –  | — |
| 2004                           | Were You There? (DVD) - Data: 15 listopada 2004 - Wydawca: Music For Nations     | –  | — |
| 2006                           | A Moment in Time (DVD) - Data: 19 czerwca 2006 - Wydawca: Metal Mind Productions | –  | — |
| 2013                           | Universal (Blu-ray/DVD) - Data: 23 września 2013 - Wydawca: Kscope Music         | 28 | 2 |
| "—" pozycja nie była notowana. |                                                                                  |    |   |

## Teledyski
| Rok  | Tytuł                 | Reżyseria             | Album                         | Źródło |
| ---- | --------------------- | --------------------- | ----------------------------- | ------ |
| 1993 | "Sweet Tears"         | —                     | Serenades                     | [ 42 ] |
| 1994 | "Mine Is Yours"       | —                     | Pentecost III                 | [ 42 ] |
| 1995 | "The Silent Enigma"   | —                     | The Silent Enigma             | [ 42 ] |
| 1996 | "Hope"                | —                     | Eternity                      | [ 42 ] |
| 2001 | "Pressure"            | Dom Barringer         | A Fine Day To Exit            | [ 43 ] |
| 2011 | "Dreaming Light"      | Christopher Kenworthy | We’re Here Because We’re Here | [ 44 ] |
| 2012 | "Untouchable, Part 1" | Lasse Hoile           | Weather Systems               | [ 45 ] |